# トーチソング・エコロジー
『トーチソング・エコロジー』（Torch Song Ecology）は、いくえみ綾による日本の漫画作品。『comicスピカ』（幻冬舎コミックス）にて2011年NO.1（創刊号）から2013年NO.26まで連載された。単行本は全3巻。

## あらすじ
売れない役者の清武迪（きよたけ すすむ）のアパートの隣に越してきたのは、偶然にも高校時代の同級生・日下苑だった。迪の目には、苑のすぐ側に小さな子供がいるのが見えたが、苑は一人暮らしだという。幽霊だろうかと悩む迪だったが、クラブで歌手をしているという苑のステージを観に行った帰り、その子供と言葉を交わし、子供は、自分は「与えられなかった命」だと話すのだった。

## 登場人物
清武 迪（きよたけ すすむ）
売れない役者。27歳。高校時代、親友の峻が苑の告白を断るために協力した、ゲイの振りの演技があまりにも下手で、何となく俳優を目指すようになり、卒業後に俳優養成所に入った。アパートの隣室に越してきた苑のそばに子供の姿が見えるようになる。
インフルエンザでドタキャンした同僚が受けるはずだったオーディションに、年齢制限を無視して無理矢理代役で参加し、面白いと気に入られて合格して出演した深夜ドラマで俳優としての転機を迎える。
子供
迪にだけ見える子供の姿をした幽霊のようなもの。苑が妊娠に気付かないまま流産した子供。ミルコや峻の姿にもなる。迪が苑に存在を話したところ、気持ち悪いと一蹴され、それ以来、峻の姿になって迪の部屋に居座るようになる。
日下 苑（くさか その）
迪のアパートの隣人で、高校時代の同級生。クラブで歌手をしている。子供の姿は見えない。
早戸 翼
若手のイケメン人気俳優。
砂川 見留子（ミルコ）
迪と同じ事務所の売れない先輩女優。睡眠薬の過剰摂取で死亡。
佐久間
迪の先輩俳優。イケメンだが売れない。
高遠 峻（たかとお しゅん）
迪の高校時代の親友。19歳の時に、バイク事故で死亡。高校時代、何度ふってもめげずに告白をしてくる苑を諦めさせるために、迪とゲイのふりをしたが、実は迪への好意は本物だった。
小田 タケル
苑のバンドのギタリスト。
水澤 かなえ
若手の女優。21歳。霊感があると自称し、姿は見えないが、気配を感じることができる。
吉田 由美
迪が売れるようになってからついたマネージャー、後に妻。

## 書誌情報
- いくえみ綾 『トーチソング・エコロジー』 幻冬舎コミックス〈バーズコミックス〉 全3巻
  1. 2012年5月24日発売[3]、ISBN 978-4-344-82513-0
  2. 2013年1月24日発売[4]、ISBN 978-4-344-82711-0
  3. 2014年1月24日発売[5]、ISBN 978-4-344-83019-6